# 12.ª etapa da Volta a França de 2018
A 12ª etapa da Volta a França de 2018 teve lugar a 19 de julho de 2018 entre Bourg-Saint-Maurice e Alpe d'Huez sobre um percurso de 175 km.

## Classificação da etapa
| \| Classificação por etapas \| Classificação por etapas \| Classificação por etapas \| Classificação por etapas \| Classificação por etapas \| \| Ciclista \| Ciclista \| Equipe \| Tempo \| \| \| ------------------------ \| ------------------------ \| ------------------------ \| ------------------------ \| ------------------------ \| \| 1. \| Geraint Thomas \| Team Sky \| 5h18m37s \| \| \| 2. \| Tom Dumoulin \| Team Sunweb \| + 2s \| \| \| 3. \| Romain Bardet \| AG2R La Mondiale \| + 3s \| \| \| 4. \| Chris Froome \| Team Sky \| + 4s \| \| \| 5. \| Mikel Landa \| Movistar Team \| + 7s \| \| \| 6. \| Primož Roglič \| LottoNL-Jumbo \| + 13s \| \| \| 7. \| Vincenzo Nibali \| Bahrain-Merida \| + 13s \| \| \| 8. \| Jakob Fuglsang \| Astana \| + 42s \| \| \| 9. \| Nairo Quintana \| Movistar Team \| + 47s \| \| \| 10. \| Steven Kruijswijk \| LottoNL-Jumbo \| + 53s \| \| |                   |                  |          |
| |                   |                  |          |
| Fonte: ProCyclingStats |                   |                  |          |
| Classificação por etapas |                   |                  |          |
| Ciclista | Ciclista          | Equipe           | Tempo    |
| 1. | Geraint Thomas    | Team Sky         | 5h18m37s |
| 2. | Tom Dumoulin      | Team Sunweb      | + 2s     |
| 3. | Romain Bardet     | AG2R La Mondiale | + 3s     |
| 4. | Chris Froome      | Team Sky         | + 4s     |
| 5. | Mikel Landa       | Movistar Team    | + 7s     |
| 6. | Primož Roglič     | LottoNL-Jumbo    | + 13s    |
| 7. | Vincenzo Nibali   | Bahrain-Merida   | + 13s    |
| 8. | Jakob Fuglsang    | Astana           | + 42s    |
| 9. | Nairo Quintana    | Movistar Team    | + 47s    |
| 10. | Steven Kruijswijk | LottoNL-Jumbo    | + 53s    |

## Classificações ao final da etapa

### Classificação geral
| \| Classificação geral \| Classificação geral \| Classificação geral \| Classificação geral \| Classificação geral \| \| Ciclista \| Ciclista \| Equipe \| Tempo \| \| \| ------------------- \| ------------------- \| ------------------- \| ------------------- \| ------------------- \| \| 1. \| Geraint Thomas \| Team Sky \| 49h24m43s \| \| \| 2. \| Chris Froome \| Team Sky \| + 1m39s \| \| \| 3. \| Tom Dumoulin \| Team Sunweb \| + 1m50s \| \| \| 4. \| Vincenzo Nibali \| Bahrain-Merida \| + 2m37s \| \| \| 5. \| Primož Roglič \| LottoNL-Jumbo \| + 2m46s \| \| \| 6. \| Romain Bardet \| AG2R La Mondiale \| + 3m07s \| \| \| 7. \| Mikel Landa \| Movistar Team \| + 3m13s \| \| \| 8. \| Steven Kruijswijk \| LottoNL-Jumbo \| + 3m43s \| \| \| 9. \| Nairo Quintana \| Movistar Team \| + 4m13s \| \| \| 10. \| Daniel Martin \| UAE Team Emirates \| + 5m11s \| \| |                   |                   |           |
| |                   |                   |           |
| Fonte: ProCyclingStats |                   |                   |           |
| Classificação geral |                   |                   |           |
| Ciclista | Ciclista          | Equipe            | Tempo     |
| 1. | Geraint Thomas    | Team Sky          | 49h24m43s |
| 2. | Chris Froome      | Team Sky          | + 1m39s   |
| 3. | Tom Dumoulin      | Team Sunweb       | + 1m50s   |
| 4. | Vincenzo Nibali   | Bahrain-Merida    | + 2m37s   |
| 5. | Primož Roglič     | LottoNL-Jumbo     | + 2m46s   |
| 6. | Romain Bardet     | AG2R La Mondiale  | + 3m07s   |
| 7. | Mikel Landa       | Movistar Team     | + 3m13s   |
| 8. | Steven Kruijswijk | LottoNL-Jumbo     | + 3m43s   |
| 9. | Nairo Quintana    | Movistar Team     | + 4m13s   |
| 10. | Daniel Martin     | UAE Team Emirates | + 5m11s   |

### Classificação por pontos
| Classificação por pontos | Classificação por pontos | Classificação por pontos | Classificação por pontos | Classificação por pontos |
| Ciclista                 | Ciclista                 | Equipe                   | Pontos                   |                          |
| ------------------------ | ------------------------ | ------------------------ | ------------------------ | ------------------------ |
| 1.                       | Peter Sagan              | Bora-Hansgrohe           | 339 pts                  |                          |
| 2.                       | Alexander Kristoff       | UAE Team Emirates        | 129 pts                  |                          |
| 3.                       | Arnaud Démare            | Groupama-FDJ             | 106 pts                  |                          |
| 4.                       | John Degenkolb           | Trek-Segafredo           | 100 pts                  |                          |
| 5.                       | Andrea Pasqualon         | Wanty-Groupe Gobert      | 82 pts                   |                          |
| 6.                       | Philippe Gilbert         | Quick-Step Floors        | 78 pts                   |                          |
| 7.                       | Alejandro Valverde       | Movistar Team            | 70 pts                   |                          |
| 8.                       | Greg Van Avermaet        | BMC Racing Team          | 69 pts                   |                          |
| 9.                       | Daniel Martin            | UAE Team Emirates        | 68 pts                   |                          |
| 10.                      | Julian Alaphilippe       | Quick-Step Floors        | 64 pts                   |                          |

### Classificação da montanha
| Classificação da montanha | Classificação da montanha | Classificação da montanha | Classificação da montanha | Classificação da montanha |
| Ciclista                  | Ciclista                  | Equipe                    | Pontos                    |                           |
| ------------------------- | ------------------------- | ------------------------- | ------------------------- | ------------------------- |
| 1.                        | Julian Alaphilippe        | Quick-Step Floors         | 84 pts                    |                           |
| 2.                        | Warren Barguil            | Fortuneo-Samsic           | 70 pts                    |                           |
| 3.                        | Serge Pauwels             | Dimension Data            | 63 pts                    |                           |
| 4.                        | Geraint Thomas            | Team Sky                  | 30 pts                    |                           |
| 5.                        | David Gaudu               | Groupama-FDJ              | 25 pts                    |                           |
| 6.                        | Pierre Rolland            | EF Education First-Drapac | 23 pts                    |                           |
| 7.                        | Tom Dumoulin              | Team Sunweb               | 23 pts                    |                           |
| 8.                        | Rudy Molard               | Groupama-FDJ              | 22 pts                    |                           |
| 9.                        | Steven Kruijswijk         | LottoNL-Jumbo             | 20 pts                    |                           |
| 10.                       | Mikel Nieve               | Mitchelton-Scott          | 19 pts                    |                           |

### Classificação da jovens
| Classificação dos jovens | Classificação dos jovens | Classificação dos jovens  | Classificação dos jovens | Classificação dos jovens |
| Ciclista                 | Ciclista                 | Equipe                    | Tempo                    |                          |
| ------------------------ | ------------------------ | ------------------------- | ------------------------ | ------------------------ |
| 1.                       | Pierre Latour            | AG2R La Mondiale          | 49h41m24s                |                          |
| 2.                       | Guillaume Martin         | Wanty-Groupe Gobert       | + 1m58s                  |                          |
| 3.                       | Egan Bernal              | Team Sky                  | + 4m41s                  |                          |
| 4.                       | David Gaudu              | Groupama-FDJ              | + 34m57s                 |                          |
| 5.                       | Søren Kragh Andersen     | Team Sunweb               | + 48m15s                 |                          |
| 6.                       | Daniel Felipe Martínez   | EF Education First-Drapac | + 53m07s                 |                          |
| 7.                       | Stefan Küng              | BMC Racing Team           | + 55m16s                 |                          |
| 8.                       | Antwan Tolhoek           | LottoNL-Jumbo             | + 59m40s                 |                          |
| 9.                       | Magnus Cort              | Astana                    | + 1h12m21s               |                          |
| 10.                      | Élie Gesbert             | Fortuneo-Samsic           | + 1h17m32s               |                          |

### Classificação por equipas
| Classificação por equipes | Classificação por equipes | Classificação por equipes | Classificação por equipes |
| Equipe                    | Equipe                    | Tempo                     |                           |
| ------------------------- | ------------------------- | ------------------------- | ------------------------- |
| 1.                        | Movistar Team             | 133h09m11s                |                           |
| 2.                        | Sky                       | + 1m37s                   |                           |
| 3.                        | Lotto NL-Jumbo            | + 5m45s                   |                           |
| 4.                        | Bahrain-Merida            | + 7m59s                   |                           |
| 5.                        | AG2R La Mondiale          | + 24m43s                  |                           |
| 6.                        | Astana                    | + 28m55s                  |                           |
| 7.                        | Team Sunweb               | + 34m55s                  |                           |
| 8.                        | Mitchelton-Scott          | + 35m34s                  |                           |
| 9.                        | BMC Racing Team           | + 46m29s                  |                           |
| 10.                       | Katusha-Alpecin           | + 53m53s                  |                           |